# Mariette-Pacha
Le Mariette-Pacha, nommé en l'honneur de François Auguste Ferdinand Mariette, était un paquebot français. Frère du Champollion, il fut construit par la Société provençale de constructions navales pour les Messageries maritimes et lancé le 8 février 1925.
Il fut réquisitionné par les Autorités allemandes lors de la Seconde Guerre mondiale et finalement sabordé par elles en 1944.